# التخطيط لهجوم مبنى الكابيتول الأمريكي في 6 يناير
بعد خسارة دونالد ترامب في الانتخابات الرئاسية الأمريكية لعام 2020، خطط العديد من الأفراد لاستخدام القوة لوقف الانتقال السلمي للسلطة. كان هذا أحد العوامل التي أدت في النهاية إلى هجوم 6 يناير على مبنى الكابيتول الأمريكي.
أُدين أربعة عشر فردًا من ميليشيات حراس القسم (بالإنجليزية: Oath Keepers)‏ والأولاد الفخورون (بالإنجليزية: Proud Boys)‏ بتهمة التآمر التحريضي على قلب نظام الحكم وتخطيطهم وقيادتهم للهجوم، بينما لا يزال منفذ تفجيرات الأنابيب مجهول الهوية وطليقًا.

## الخلفية
خلال المناظرة الرئاسية الأولى لعام 2020 في 29 سبتمبر 2020، وردًا على سؤال من المذيع كريس والاس، وجه دونالد ترامب حديثه إلى أعضاء ميليشيا "الأولاد الفخورون" (براود بويز)، قائلاً: "الأولاد الفخورون، تراجعوا وانتظروا، ولكن سأخبركم بشيء، سأخبركم بشيء، على أحدهم أن يفعل شيئًا بشأن أنتيفا واليسار، لأن هذه ليست مشكلة تخص اليمين". في أعقاب هذا التصريح، شهدت براود بويز زيادة كبيرة في عدد الأعضاء، حيث قدر أحد الشهود أن العضوية تضاعفت ثلاث مرات نتيجة لذلك.
في الأيام والأسابيع التي تلت خسارته في الانتخابات اتخذ دونالد ترامب ومؤيدوه خطوات متعددة لمنع انتقال السلطة، كان بعضها قانوني والبعض الآخر غير قانوني. في 9 نوفمبر أقال ترامب وزير الدفاع مارك إسبر وقام بتعيين كريستوفر سي. ميلر كوزير دفاع بالإنابة وفي رد فعل على الإقالة، قالت مديرة وكالة الاستخبارات المركزية جينا هاسبل لرئيس هيئة الأركان المشتركة مارك ميلي في اجتماع خاص: "نحن في طريقنا إلى انقلاب يميني". في 18 ديسمبر، أوقف ميلر من طرف واحد عملية انتقال وزارة الدفاع إلى الإدارة الجديدة، مدعيًا زورًا أنها كانت توقفًا متفقًا عليه بمناسبة العطلات.
في ديسمبر 2020 أصدر دونالد ترامب عفوًا عن عدد من حلفائه الذين شاركوا لاحقًا في التجمعات التي عُقدت في واشنطن العاصمة يومي 5 و6 يناير. في 8 ديسمبر منح ترامب عفوًا للجنرال المتقاعد في الجيش الأمريكي مايكل فلين، الذي كان قد أقر بالذنب لتقديمه تصريحات كاذبة "عن علم وعن قصد" إلى مكتب التحقيقات الفيدرالي بشأن اتصالاته مع السفير الروسي. كان من المقرر أن يُحكم على فلين في 18 ديسمبر بالسجن لمدة تصل إلى ستة أشهر. لاحقًا شارك فلين في فعاليات واشنطن يوم 5 يناير، بينما شارك شقيقه الجنرال في الجيش الأمريكي تشارلز فلين، في مكالمة مؤتمرية يوم 6 يناير رفض خلالها الإذن بنشر الحرس الوطني بعد اقتحام مبنى الكابيتول.
في 23 ديسمبر منح ترامب عفوًا لصالح روجر ستون الذي كان قد أُدين سابقًا بتهمة التلاعب بالشهود وتقديم بيانات كاذبة للكونغرس وعرقلة العدالة. حُكم على ستون بالسجن لمدة 40 شهرًا، ولكن في يوليو 2020، قبل أيام من موعد دخوله السجن، خفف ترامب عقوبته. بعد حصوله على العفو سجل ستون مقطع فيديو لمشروع "أوقفوا السرقة" لجمع الأموال "للتنظيم والنقل، والأهم من ذلك الأمن" للحدث. كان ستون الذي تربطه علاقات طويلة الأمد بكل من براود بويز وحراس القسم قد استعان بحراس من "حراس القسم" لتأمينه يوم 5 يناير. أُدين أحد سائقي ستون من "حراس القسم" لاحقًا بتهمة التآمر التحريضي لدوره في التخطيط للهجوم وتنفيذه في اليوم التالي. في 18 ديسمبر، دعا ترامب أنصاره للسفر إلى واشنطن العاصمة عبر تغريدة قال فيها: "احتجاج كبير في واشنطن العاصمة يوم 6 يناير. كونوا هناك، سيكون الأمر مثيرًا!"
في 3 يناير 2021 أصدر جميع وزراء الدفاع السابقين العشرة الأحياء رسالة مفتوحة أعربوا فيها عن قلقهم بشأن احتمال وقوع انقلاب عسكري لإلغاء نتائج الانتخابات. وقد ذكروا بالاسم كريستوفر ميلر، وزير الدفاع بالوكالة الذي عُيّن حديثًا. في ذلك اليوم، أمر ترامب ميلر بـ"فعل ما هو ضروري لحماية المتظاهرين" في 6 يناير. في اليوم التالي، وقع ميلر مذكرة تقيد بشدة قدرة الحرس الوطني في واشنطن العاصمة على الانتشار دون إذن شخصي منه.
كان لدى قائد الحرس الوطني في واشنطن العاصمة، الجنرال ويليام جاي ووكر، منذ تعيينه في مارس 2018 أوامر قائمة بالاستجابة للاضطرابات المدنية في المنطقة. ولكن في 5 يناير تلقى ووكر أوامر جديدة من وزير الجيش رايان مكارثي تمنعه من الاستجابة لأي اضطرابات مدنية دون موافقة مسبقة صريحة من مكارثي وميلر. سابقًا، كان لدى ووكر السلطة للاستجابة دون الحاجة للحصول على إذن مسبق. بعد الهجوم على مبنى الكابيتول، وصف ووكر هذا الأمر بأنه "غير معتاد"، وأوضح قائلاً: "كان يتطلب مني الحصول على إذن من وزير الجيش ووزير الدفاع لحماية عناصر الحرس الوطني". في 5 يناير بعد أن رفض نائب الرئيس مايك بنس المشاركة في مخطط الناخبين المزيفين، حذّر ترامب من أنه سيضطر لانتقاده علنًا. دفع ذلك رئيس موظفي بنس إلى القلق بشأن سلامته، مما أدى إلى تنبيهه جهاز الخدمة السرية الخاص ببنس حول التهديد المحتمل.
في الساعة 3:23 صباحًا من يوم 6 يناير، نشر زعيم حركة "كيو أنون" رون واتكينز تغريدة يتهم فيها بنس بتدبير انقلاب ضد ترامب، وأرفقها برابط إلى منشور على مدونة يدعو إلى "القبض الفوري على بنس بتهمة الخيانة".

## التخطيط للهجوم
نُفذ الهجوم على مبنى الكابيتول من قبل تحالف متنوع من أنصار ترامب، شمل جماعات مثل "حراس القسم"، و"الأولاد الفخورون" ، وأعضاء ميليشيا "الثلاثة في المئة" (بالإنجليزية: Three Percenters)، وأتباع حركة "كيو أنون" (بالإنجليزية: QAnon)، بالإضافة إلى منفذ تفجيرات أنابيب لا يزال مجهول الهوية. تم لاحقًا إدانة قيادات "حراس القسم" و"الأولاد الفخورون" بتهمة التآمر التحريضي لاستخدام العنف لتعطيل انتقال السلطة، بينما لا تزال الجهات المسؤولة عن تصنيع ووضع قنابل الأنابيب مطلوبة لدى السلطات. قبل يوم 6 يناير، لوحظت زيادة كبيرة في حركة المرور من منتديات نقاش تابعة للميليشيات إلى موقع إلكتروني غامض يشرح تفاصيل نظام الأنفاق تحت مبنى الكابيتول، مما دفع مالك الموقع لتنبيه مكتب التحقيقات الفيدرالي.
كانت جماعات أخرى مثل "آخر أبناء الحرية" (بالإنجليزية: Last Sons of Liberty)، و"عصا الحديد الوزارية" (بالإنجليزية: Rod of Iron Ministries)، و"جيش جرويبير" (بالإنجليزية: Groyper Army) متورطة بشكل مباشر لكنها لم تشارك في المؤامرة. في المقابل، تورطت جماعات مثل النادي الاجتماعي القومي 131 (بالإنجليزية:NSC-131) و"أميركا السعيدة الممتعة جدًا" (بالإنجليزية: Super Happy Fun America) في الهجوم، مع ادعاءات بأنها شاركت في المؤامرة، على الرغم من نفي الأخيرة لذلك.
كما شاركت عدة فصائل من ميليشيا الثلاثة في المئة في الهجوم، بما في ذلك "لواء العاصمة" (بالإنجليزية: DC Brigade)، و"أولاد الوطن في شمال تكساس" (بالإنجليزية: Patriot Boys of North Texas)، و"فرقة باء" (بالإنجليزية: B Squad). وقد تآمرت فرقة باء ولواء العاصمة مع الأولاد الفخورون وحراس القسم.

### منفذ تفجيرات الأنابيب
في الساعة 7:40 مساءً يوم 5 يناير 2021، تم تصوير شخص يرتدي سترة بغطاء رأس رمادية وقناعًا وحذاءً رياضيًا من نوع نايكي إير ماكس سبيد تيرف وهو يحمل حقيبة عبر حي سكني في واشنطن العاصمة. في الساعة 7:52 مساءً، تم تسجيل الشخص جالسًا على مقعد خارج مقر اللجنة الوطنية الديمقراطية، حيث يبدو أنه أغلق حقيبة ثم نهض وغادر. تم اكتشاف قنبلة أنبوبية في ذلك الموقع في اليوم التالي. في الساعة 8:14 مساءً، تم تصوير نفس الشخص في زقاق قرب مقر اللجنة الوطنية للحزب الجمهوري، حيث تم العثور على قنبلة أنبوبية ثانية في اليوم التالي.
تم وضع القنبلتين على بعد بضعة شوارع من مبنى الكابيتول. كانت القنبلتان تعملان بشكل كامل وقادرتين على إحداث أضرار كبيرة قبل أن يتم تعطيلهما من قبل السلطات. أدت هذه القنابل إلى تشتيت انتباه وإنهاك موارد سلطات إنفاذ القانون بعيدًا عن مبنى الكابيتول. اعتبارًا من يناير 2024 لا تزال هوية منفذ التفجيرات مجهولة مع تقديم مكافأة قدرها 500,000 دولار "لمن يدلي بمعلومات تؤدي إلى اعتقال الشخص وإدانته". استمرت السلطات في التحقيق من خلال إجراء 1,000 مقابلة، ومراجعة مئات البلاغات، وتحليل 39,000 ملف فيديو.

### حراس القسم
تآمر قادة "حراس القسم" للمعارضة الشرعية لانتقال السلطة الرئاسية باستخدام القوة لمنع أو تأخير التصديق على نتائج المجمع الانتخابي في 6 يناير. في 5 نوفمبر 2020، بعد يومين من الانتخابات الرئاسية، بدأ قادة "حراس القسم" في استخدام رسائل مشفرة للتواصل حول "حرب أهلية".

في 7 نوفمبر بعد أن تم إعلان فوز جو بايدن في الانتخابات انضم رودس إلى مجموعة دردشة نصية مع روجر ستون يسأل فيها "ما هي الخطة؟" في 9 نوفمبر، عقد قادة "حراس القسم" مؤتمرًا عبر الفيديو فقط للأعضاء حيث قدم ستيوارت رودس خطة لإيقاف انتقال السلطة، بما في ذلك التحضيرات لاستخدام القوة لتحقيق الهدف. في اليوم التالي ظهر رودس في برنامج ألكس جونز حيث دعا ترامب إلى تفعيل قانون الانتفاضة لعام 1807، محذرًا في وقت لاحق من أن عدم القيام بذلك سيؤدي إلى "حرب دموية أكثر".
في 14 ديسمبر، يوم تصويت المجمع الانتخابي، نشر رودس رسالة يدعو فيها إلى استخدام القوة لإيقاف انتقال السلطة. في 19 ديسمبر، بدأ القادة في التواصل باستخدام صور خط اليد المنسوخ "لإزالة القراءات الرقمية". في 22 ديسمبر، أجرى رودس مقابلة حيث حث ترامب على استخدام القوة العسكرية لإيقاف انتقال السلطة وذكر أن 6 يناير هو "الموعد النهائي الدستوري الحاسم" للقيام بذلك. في 23 ديسمبر، أعلن رودس عن خطط لتخزين "معدات حاسمة للمهام بالقرب من واشنطن العاصمة". في 26 ديسمبر، حاول قادة "حراس القسم" ترتيب تدريب قتالي مع شركة خاصة. في 31 ديسمبر ناقش أحد قادة "حراس القسم" خططًا لحمل "حقيبة ظهر منفصلة مع ذخائره". كان قادة "حراس القسم" يخططون لتخزين "ترسانة" مع "قوة رد فعل سريع" في الإسكندرية، فرجينيا. كما خططوا للحصول على وسائل نقل بالقوارب حتى لا تؤدي إغلاق الجسور إلى منع دخولهم إلى العاصمة.
في 3 يناير غادر رودس منزله في تكساس، وأنفق 6,000 دولار على بندقية ومعدات أسلحة في تكساس، بالإضافة إلى 4,500 دولار في مسيسيبي أثناء طريقه إلى العاصمة واشنطن. في 5 يناير بدأ القادة في تفريغ الأسلحة إلى "قوة رد الفعل السريع" في الإسكندرية. قاد القادة سياراتهم إلى واشنطن في "مهمة استطلاعية" قبل العودة إلى فندقهم في فيرجينيا. في تلك الليلة، شارك ستيوارت رودس في اجتماع داخل موقف سيارات تحت الأرض مع براود بويز، بما في ذلك القائد إنريكي تاريو.
في 6 يناير، توجه "حراس القسم" الذين ارتدوا سترات مضادة للرصاص ومعدات تكتيكية، مصحوبين بكلب رعي ألماني يدعى "واريور"، إلى مبنى الكابيتول في تشكيلين تكتيكيين يُعرفان باسم "الكتل"، حيث شاركوا وقادوا الهجوم.

رسم بياني يوضح قيادات جماعة حراس القسم المتورطة في الهجوم.

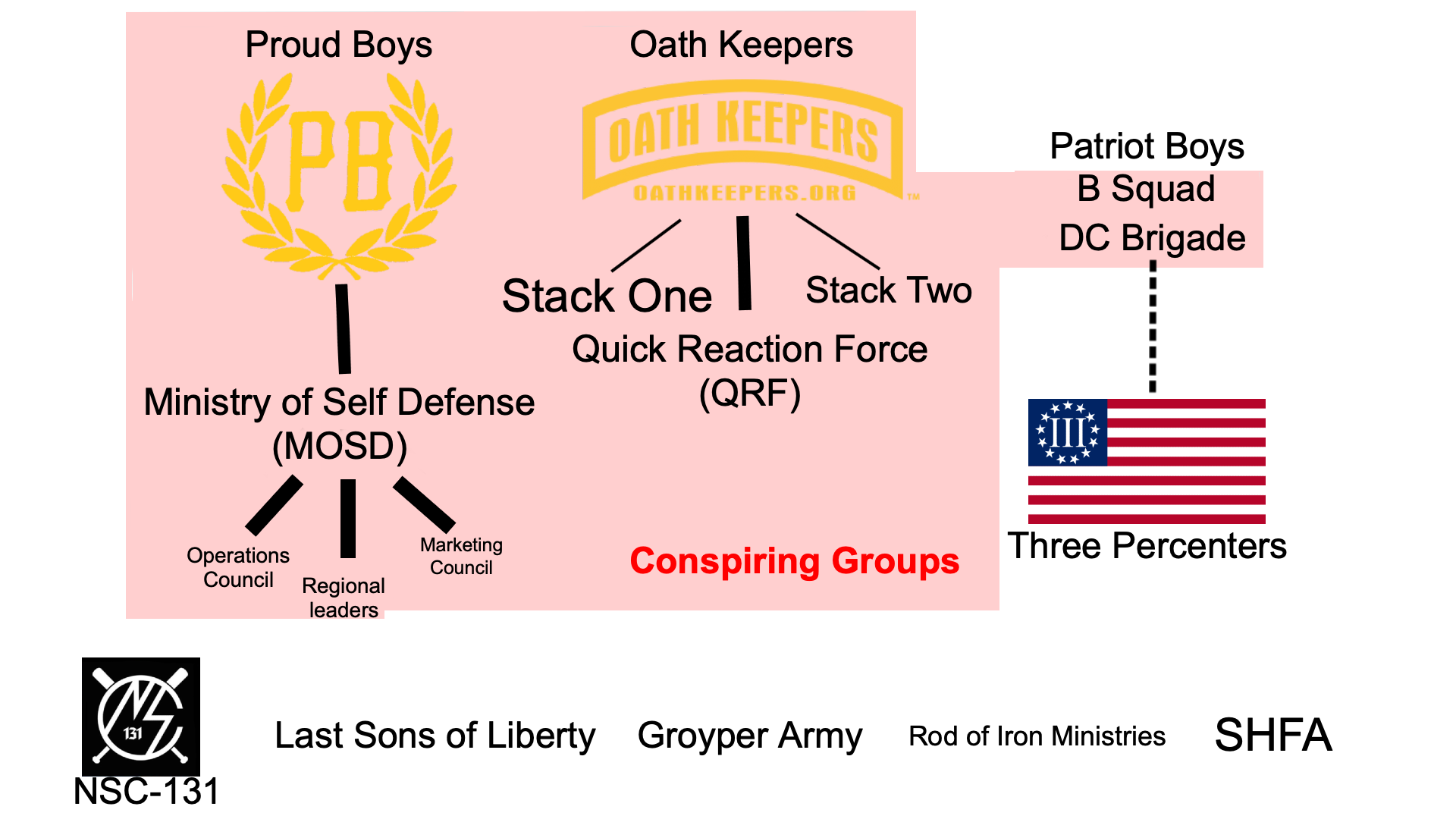
المجموعات المسلحة التي شاركت في الهجوم.

بعد 6 يناير، استمر قادة "حراس القسم" في التآمر لاستخدام القوة لمعارضة انتقال السلطة. بعد أربعة أيام من الهجوم، حضر رودس اجتماعًا تم تسجيله وهو يقول: "أسفي الوحيد هو أنه كان يجب أن يكون لدينا بنادق... كان يجب أن نجلب بنادق. كان يمكننا إصلاح الوضع في تلك اللحظة. سأعلق بيلوسي من عمود الإنارة." خلال الأسابيع التالية، أنفق رودس أكثر من 17,500 دولار على الأسلحة ومعدات الأسلحة. في 11 يناير، نظر القادة في التراجع إلى جبال كنتاكي وشن حرب عصابات على غرار الجيش الفيتنامي الشمالي.

### براود بويز
تآمر القادة الوطنيون لجماعة براود بويز لوقف أو تأخير أو عرقلة التصديق على نتائج المجمع الانتخابي. في 20 ديسمبر، شكلت القيادة مجموعة خاصة مختارة من قادة براود بويز للتواصل عبر مجموعة مشفرة. في نفس اليوم، كتب أحد القادة رسالة قال فيها: "أفترض أن معظم الاحتجاجات ستكون في مبنى الكابيتول نظرًا لما يجري داخله".
بدأت القيادة في تشجيع الأعضاء على حضور حدث 6 يناير. استخدم القادة موقعًا للتمويل الجماعي لجمع الأموال وشراء معدات شبه عسكرية مثل السترات التكتيكية المخفية وأجهزة الراديو للتحضير للهجوم. واعتمدوا على الرسائل المشفرة وأجهزة الراديو المحمولة وغيرها للتخطيط للهجوم خلال الأيام السابقة ليوم 6 يناير وصباح ذلك اليوم.
في 26 ديسمبر زُعم أن أحد قادة حراس القسم أرسل تعليمات تقول: "انتظروا حتى السادس عندما نكون جميعًا في واشنطن للقيام بالتمرد". كما أرسل رسالة أخرى في ديسمبر قال فيها: "نظمت تحالفًا بين حراس القسم، وثلاثة في المئة من فلوريدا، وبراود بويز". في 29 ديسمبر، أعلن القادة عن خطط ليكونوا "متخفين" في 6 يناير، حيث لن يرتدوا الملابس التقليدية السوداء والصفراء.
في 30 ديسمبر تلقى القادة وثيقة بعنوان "1776 Returns" تدعو إلى احتلال "المباني الحيوية" يوم 6 يناير وتشجع المؤيدين على "اقتحام القصر الشتوي"، في إشارة واضحة للهجوم على مبنى الكابيتول. أظهرت الخطة الواردة في الوثيقة تشابهات مع الهجوم الفعلي على مبنى الكابيتول.
في 3 يناير ناقش قادة براود بويز صراحة الهجوم على الكابيتول، حيث كتب أحدهم: "ماذا سيفعلون إذا اقتحم مليون وطني مبنى الكابيتول؟ إطلاق النار على الحشد؟ أعتقد لا. لن يفعلوا شيئًا لأنهم لا يستطيعون فعل شيء". في تلك الليلة، اقترح القادة التركيز حصريًا على مبنى الكابيتول. وفي صباح اليوم التالي، رد قائد الجماعة إنريكي تاريو قائلاً: "لم أسمع هذه الرسالة الصوتية إلا الآن، هل تريدون اقتحام الكابيتول".
في أواخر ديسمبر أنشأ إنريكي تاريو وحدة سرية نخبوية داخل جماعة براود بويز تحمل اسم "وزارة الدفاع الذاتي" (بالإنجليزية: Ministry of Self Defense). كانت الأوامر تنص على عدم تفاعل هذه الوحدة مع بقية الأعضاء. تألفت المجموعة في البداية من تاريو، وجو بيغز، وإيثان نوردين، وجيريمي بيرتينو، الذي كُلف بتجنيد تسعة أعضاء إضافيين، بما في ذلك دومينيك بيتزولا، وزكاري ريهل، وتشارلز دونوهيو. ووفقًا لممثل قانوني عن ريهل، "تميز ثلاثة مجندين بسمة مشتركة هي العدوانية".
كان تاريو، وبيغز، ونوردين جزءًا من "مجلس التسويق"، الذي أعلن أن الهدف الرئيسي للوزارة هو وقف التصديق على نتائج الانتخابات الرئاسية لعام 2020. تم إنشاء "مجلس العمليات"، الذي ضم ريهل وعضوين آخرين. كما انضم ثلاثة قادة إقليميين للمجموعة دون أن يكونوا جزءًا من أي مجلس. تم لاحقًا مشاركة خطة عامة للهجوم عبر محادثات مشفرة استولى عليها مكتب التحقيقات الفيدرالي لاحقًا.
في 4 يناير أبلغ تاريو قادة آخرين بعد أن تلقى معلومات من مصدر يُعتقد أنه داخل جهاز إنفاذ القانون، بأنه تم إصدار مذكرة اعتقال بحقه بتهمة سرقة وإحراق شعار "حياة السود مهمة (بالإنجليزية: Black Lives Matter)". اعتُقل تاريو من قبل شرطة العاصمة، حيث وُجد بحوزته مخازن ذخيرة غير قانونية ذات سعة عالية، ما أدى إلى توجيه تهمتين جنائيتين له.
بعد اعتقاله، أنشأ القادة الآخرون مجموعة مراسلة مشفرة جديدة لم تشمل تاريو، وذكروا بعضهم بضرورة حذف الرسائل المجرّمة من هواتفهم. وبينما كان البعض يتكهن بأن تاريو قد خرج من نظام الرسائل المشفرة قبل اعتقاله، قال أحد القادة: "على الأقل لن يحصلوا على خططنا العملية لأننا متقدمون بخطوة عليهم".
في 5 يناير أُطلق سراح تاريو وأُمر بمغادرة المدينة. بدلاً من الامتثال الفوري توجه تاريو إلى اجتماع في موقف سيارات تحت الأرض مع قائد "حراس القسم" ستيوارت رودس. خلال تلك الليلة قام القادة بتقسيم الأعضاء إلى فرق، وزعوا أجهزة الراديو، وبرمجوها على قنوات محددة. في الساعة 8:27 مساءً، صدرت الأوامر بالتجمع عند النصب التذكاري في الساعة 10 صباحًا في اليوم التالي. تم تحذير الأعضاء من تجنب الشرطة وعدم شرب الخمور في الأماكن العامة.
في صباح يوم 6 يناير تجمع حوالي 100 عضو بملابس مدنية عند النصب التذكاري وتم قيادتهم إلى مبنى الكابيتول للمشاركة في الهجوم. أثناء الطريق، تم تسجيل عضو يُدعى دانيال "ميلكشيك" سكوت وهو يهتف: "لنأخذ الكابيتول اللعين!"، مما دفع عضوًا آخر إلى توبيخه قائلاً: "دعونا لا نهتف بذلك، حسنًا؟". ورد نوردين باستخدام مكبر الصوت قائلاً: "لقد كان ميلكشيك... أحمق".

## الأحداث اللاحقة

معرض لجنة 6 يناير يظهر لقطة ثابتة من اجتماع 5 يناير 2021، في مرآب سيارات تحت الأرض بين قادة حراس القسم وزعماء برازد بويز، بما في ذلك إنريكي تاريو (وسط) وستيوارت رودس (أقصى اليمين).

حوالي الساعة 12:45 ظهرًا اكتشفت امرأة كانت تستخدم زقاقًا مشتركًا للوصول إلى غرفة الغسيل في مبنى شقتها قنبلة بجوار مكاتب اللجنة الوطنية للحزب الجمهوري. قامت بإبلاغ أمن اللجنة الوطنية الجمهورية، الذي قام بالتحقق من الأمر واستدعاء جهات إنفاذ القانون؛ حيث استجابت شرطة الكابيتول الأمريكية، وعملاء مكتب التحقيقات الفيدرالي، ومكتب الكحول والتبغ والأسلحة النارية والمتفجرات لهذا البلاغ. عثرت السلطات على جهاز متفجر آخر خارج مقر اللجنة الوطنية الديمقراطية، وتم تعطيل كلا الجهازين قبل أن ينفجرا.
بحلول الساعة 12:53 ظهرًا تمكن أعضاء من جماعة براود بويز قرب نصب الحرية من اختراق حاجز على المحيط الخارجي، مما أتاح لهم الوصول إلى أراضي الكابيتول. بعد انتهاء خطابه عند الساعة 1:00 ظهرًا، أمر دونالد ترامب فريق الحماية التابع له من الخدمة السرية بقيادته إلى الكابيتول، وعندما رفضوا، أفادت التقارير بأنه اعتدى على سائق الخدمة السرية، محاولًا الإمساك بحنجرته.
في تمام الساعة 2:10 ظهرًا، قامت جماعة براود بويز باقتحام مبنى الكابيتول عن طريق كسر نافذة في الشرفة الغربية باستخدام درع مكافحة شغب مسروق من الشرطة. ومع بدء المهاجمين في الصعود نحو قاعة مجلس الشيوخ، حاول ضابط شرطة الكابيتول، يوجين غودمان، إبطاء تقدمهم بينما كان يبلغ عبر جهاز الاتصال اللاسلكي بأنهم وصلوا إلى الطابق الثاني. عندما أدرك غودمان أنه كان على بعد خطوات قليلة من أبواب قاعة مجلس الشيوخ التي لم تُغلق بعد، دفع أحد المهاجمين وقاد الحشد باتجاه خط من التعزيزات الأمنية. في تلك اللحظة، تم تعليق جلسة مجلس الشيوخ وإغلاق الأبواب بحلول الساعة 2:15 ظهرًا. وبعد دقيقة واحدة فقط، وصل المهاجمون إلى المعرض المطل على قاعة المجلس.

في الساعة 2:10 ظهراً، تم اقتحام مبنى الكابيتول عندما قام عضو فرقة براود بويز، دومينيك بيزولا، بتحطيم نافذة غير معززة باستخدام درع مكافحة الشغب المسروق من الشرطة.

كان نائب الرئيس مايك بنس في "خطر شديد" بسبب قربه من المهاجمين، حيث لم يتم إجلاؤه من قاعة مجلس الشيوخ إلا بعد 14 دقيقة من بدء عملية اقتحام الكابيتول. تم نقله مع عائلته لاحقًا إلى غرفة آمنة في الطابق الثاني. وبعد دقيقة واحدة فقط من إجلائه، اقتحم الحشد مهبط درج على بعد 100 قدم فقط، وكان بإمكانهم رؤيته يدخل الغرفة لو وصلوا قبل دقيقة واحدة.
بعد إجلائه من قاعة مجلس الشيوخ أراد فريق الحماية الخاص بمايك بنس من الخدمة السرية نقله بعيدًا عن مبنى الكابيتول، لكن بنس رفض ركوب السيارة. وقال لرئيس فريقه، تيم غيبيلز: "أنا أثق بك يا تيم، لكنك لن تقود السيارة".
في ظل تقاعس دونالد ترامب عن اتخاذ أي إجراء، قام بنس شخصيًا بالموافقة على نشر الحرس الوطني، رغم أن نائب الرئيس ليس القائد الأعلى للقوات المسلحة.
في الساعة 4:17 مساءً، ومع مواجهة احتمال عزله من منصب الرئاسة عبر تطبيق التعديل الخامس والعشرين للدستور [بحاجة لمصدر]، أصدر ترامب فيديو يدعو فيه المهاجمين إلى "العودة إلى منازلهم". وبعد ذلك، وافق وزير الدفاع بالإنابة آنذاك، كريستوفر ميلر، أخيرًا على نشر الحرس الوطني في الساعة 4:32 مساءً.

### المحاكمات
في 23 مايو 2023 صدر حكم بالسجن لمدة 18 عامًا على ستيوارت رودس، مؤسس جماعة حراس القسم والبالغ من العمر 57 عامًا. وأعلنت وزارة العدل عن خطط لاستئناف الحكم أمام محكمة الاستئناف لدائرة كولومبيا للحصول على أحكام أطول لرودس وشركائه. خلال جلسة النطق بالحكم، وصفت المحكمة رودس بأنه يشكل خطرًا، مشيرةً: "في اللحظة التي يتم إطلاق سراحك فيها، مهما كان التوقيت، ستكون مستعدًا لحمل السلاح ضد حكومتك".
تمت إدانة ثمانية من ميليشيا رودس بتهمة التآمر التحريضي بالإضافة إلى تهم أخرى. وصدر حكم بالسجن لمدة 12 عامًا على كيلي ميغز. كما حُكم على جيسيكا واتكينز بالسجن لمدة 8 سنوات ونصف، وكينيث هارلسون بالسجن لمدة 4 سنوات. وكان كلاهما من أعضاء جماعة "أوث كيبرز"، حيث شملت جرائم واتكينز دمج مجموعتها المسلحة المحلية في أوهايو مع جماعة "أوث كيبرز" في عام 2020، بينما كان هارلسون مساعدًا لكيلي ميغز، زعيم فرع فلوريدا.
في 7 يوليو 2023، صدر حكم بالسجن لمدة 5 سنوات على باري بينيت رامي، الذي كان مرتبطًا بجماعة "براود بويز"ورشّ الشرطة برذاذ الفلفل على وجهها.
تم إصدار أحكام بالسجن على قادة جماعة "براود بويز"، حيث حُكم على جوزيف بيغز وزاكاري ريهل بالسجن لمدة 17 و15 عامًا على التوالي. كما صدر حكم بالسجن لمدة 10 سنوات على دومينيك بيزولا، العضو الذي اقتحم الكابيتول باستخدام درع مكافحة شغب مسروق، في 1 سبتمبر 2023. وفي 5 سبتمبر 2023، صدر حكم بالسجن لمدة 22 عامًا على إنريكي تاريو، أحد قادة جماعة "براود بويز".